# Byszew (powiat Łęczycki)
Byszew is een plaats in het Poolse district  Łęczycki, woiwodschap Łódź. De plaats maakt deel uit van de gemeente Grabów en telt 240 inwoners.